# هرمان ملویل
هرمان ملویل (به انگلیسی: Herman Melville)، (زادهٔ ۱ اوت ۱۸۱۹ – درگذشتهٔ ۲۸ سپتامبر ۱۸۹۱)، رمان‌نویس، شاعر و نویسندهٔ داستان‌های کوتاه آمریکایی است. آثار او در زمان حیاتش چندان مورد استقبال قرار نگرفتند و حتی رمان‌هایی که دربارهٔ دریا نگاشت از تعداد خوانندگانش کاست. اما سال‌ها بعد و در دههٔ ۱۹۲۰ میلادی، رمان موبی‌دیک او یکی از برترین شاهکارهای ادبیات آمریکا و جهان شناخته شد.

## کودکی
هرمان ملویل در اول اوت سال ۱۸۱۹ در خانواده‌ای نسبتاً مرفه در شهر نیویورک به دنیا آمد. ملویل اصالتاً انگلیسی - اسکاتلندی و آلمانی بود. او در یازده سالگی به همراه خانواده‌اش به شهر کوچک آلبانی (در ایالت نیویورک) نقل مکان کرد و هرمان در آکادمی آلبانی شروع به تحصیل کرد. سال بعد به‌خاطر بدهی فراوان پدرش ناچار شد تا به کارهای مختلفی مشغول شود؛ از فروشندگی گرفته تا کارگری در مزرعه و حتی با وجود تحصیلات ناچیزش معلمی.
ملویل در هجده سالگی ملوان شد و به همراه یک کشتی تجاری راهی بندر لیورپول در انگلیس شد. جنایت‌هایی که در کشتی و محلات ساحلی لیورپول دید تصورات رمانتیک او را از دریانوردی نابود کرد، اما چهار سال بعد به‌دلیل نیافتن شغلی مناسبتر ناگزیر از دریانوردی شد. هرمان این‌بار کشتی صید نهنگ آکاشنت را همراهی می‌کرد، اما شرایط زندگی در کشتی آن‌قدر غیرقابل تحمل بود که به همراه یکی از دوستان خود در جزایر مارکیز از فرار کرد و یک ماه در کنار قبیله آدم‌خوار تیپس (Typees) زندگی کرد، دورانی که بعدها از آن به‌عنوان تجربه‌ای لذت بخش یاد می‌کرد.

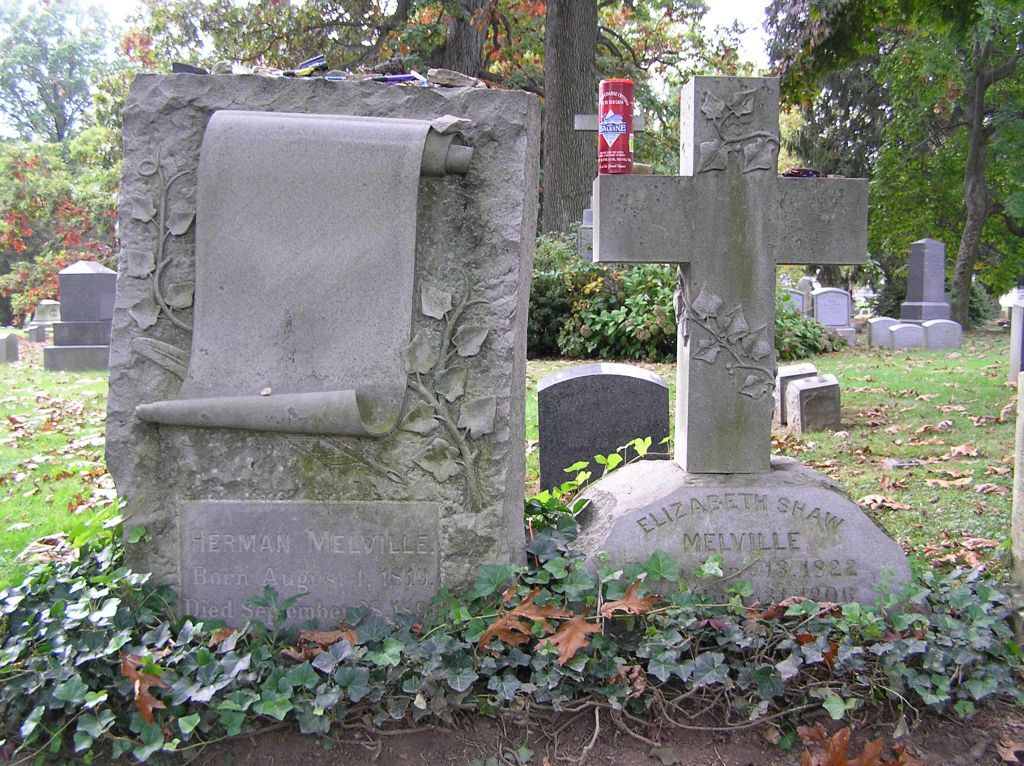

ملویل جزایر مارکیز را به‌همراه یک کشتی صیادی استرالیایی ترک کرد، اما زندگی پرحادثه‌اش آبستن مصیبت‌های دیگری نیز بود. او با شرکت در یک شورش روانه زندان شد و البته بعد از مدت کوتاهی از زندان هم فرار کرد و به جزیره ایمکو در نزدیکی تاهیتی (یکی از جزایر مهم اقیانوس آرام) گریخته و در میان بومیان آن سرزمین متواری گشت. مردمی که آنها را خیلی بیشتر از هموطنانش دوست می‌داشت.
مدتی بعد به همراه یک کشتی ماهیگیر دیگر عازم هاوایی شد و چارده هفته در هونولولو مرکز این مجمع‌الجزایر کار کرد و آن‌گاه برای خدمت سربازی در کشور خود ثبت‌نام کرد.
ملویل در بیست‌وپنج سالگی، سه سال پس از فرار از آکوشنت در بوستون منزل گزید و دوران دریانوردیش به پایان رسید.

## نویسندگی
ملویل نوشتن را در بوستن و براساس تجربیات دوران دریانوردی خود آغاز کرد. چهار کتاب اولش بیشتر به خاطره‌نگاری نزدیک بودند تا رمان.
| سال  | ترجمهٔ فارسی                      | عنوان انگلیسی                                     | توضیحات                                                                          |
| ---- | -------------------------------- | ------------------------------------------------- | -------------------------------------------------------------------------------- |
| ۱۸۴۶ | تی پی (تای پی)                   | Typee: A Peep at Polynesian Life                  | به دوران اقامت در کنار آدم‌خواران می‌پرداخت                                        |
| ۱۸۴۷ | اُمو                              | Omoo: A Narrative of Adventures in the South Seas | زندگی او در تاهیتی را وصف می‌کرد                                                  |
| ۱۸۵۱ | موبی دیک (مابی دیک) یا نهنگ سفید | Moby-Dick; or, The Whale                          |                                                                                  |
| ۱۸۴۹ | ماردی                            | Mardi: And a Voyage Thither                       |                                                                                  |
| ۱۸۴۹ | ردبرن: اولین سفر (نخستین سفر)    | Redburn: His First Voyage                         | سفر او به لیورپول را شرح می‌داد                                                   |
| ۱۸۵۰ | نیم‌تنهٔ سفید (ژاکت سفید)          | White-Jacket; or, The World in a Man-of-War       | سفر دریایی‌اش به‌همراه ناو جنگی ایالات متحده به آمریکا را بازگو می‌کند              |
| ۱۸۵۲ | پیِر                              | Pierre: or, The Ambiguities                       |                                                                                  |
| ۱۸۵۳ |                                  | Isle of the Cross                                 | چاپ‌نشده و گم‌شده                                                                  |
| ۱۸۵۳ | بارتلبی محرر                     | "Bartleby the Scrivener"                          | داستان کوتاه                                                                     |
| ۱۸۵۴ |                                  | The Encantadas, or Enchanted Isles                | رمان کوتاه، possibly incorporating a short rewrite of the lost Isle of the Cross |
| ۱۸۵۵ |                                  | "Benito Cereno"                                   |                                                                                  |
| ۱۸۵۵ | اسرائیل پاتر                     | Israel Potter: His Fifty Years of Exile           |                                                                                  |
| ۱۸۵۷ | مرد مطمئن                        | The Confidence-Man: His Masquerade                |                                                                                  |
| ۱۸۵۶ | افسانه‌های پیازا                  |                                                   |                                                                                  |
| ۱۸۶۶ | قطعه‌شعرهای جنگ و خاطرات جنگ      | Battle Pieces and Aspects of the War              | مجموعه‌شعر                                                                        |
| ۱۸۷۶ | کلارل                            | Clarel: A Poem and Pilgrimage in the Holy Land    | شعر حماسی                                                                        |
| ۱۸۸۸ | جان مار و دیگر ملوانان           | John Marr and Other Sailors                       | مجموعه‌شعر                                                                        |
| ۱۸۹۱ | تیمالیون                         | Timoleon                                          | شعر                                                                              |
| ۱۸۹۱ | بیلی باد (ناتمام)                | Billy Budd, Sailor (An Inside Narrative)          | چاپ پس از مرگش در ۱۹۲۴؛ ویرایش معتبر در ۱۹۶۲                                     |
|      | دکل‌بان                           |                                                   |                                                                                  |
|      | قصه‌های بازار                     |                                                   |                                                                                  |